# Nuevo Parlamento de Andorra
El Nuevo Consejo General o nuevo Parlamento de Andorra (en catalán, Nou Consell General) es la nueva sede parlamentaria del Consejo General de Andorra desde el año 2011, que sustituye a la sede histórica de la Casa de la Vall. Está situada cerca del edificio administrativo del Gobierno de Andorra.
Las sesiones ordinarias se celebran en el nuevo parlamento, mientras que las sesiones tradicionales (la sesión constitutiva o la sesión de Sant Tomàs) se llevan a cabo en la Casa de la Vall.

## Historia
En 1996, durante la primera legislatura constitucional, se creó una comisión para diseñar una nueva sede para el Consejo General, situado entonces en la Casa de la Vall, cuyo espacio era ya demasiado pequeño para los grupos parlamentarios.